# Casa del Paseo i capella de San Juan
La Casa del Paseo i la capella de San Juan són un bé d'interès cultural (BIC) en la categoria de lloc històric al barri de San Juan o Güímar de Daltal, al terme municipal de Güímar (illa de Tenerife, Canàries, Espanya). Els immobles de la Casa del Paseo i la capella de San Juan constitueixen el nucli fundacional de la ciutat de Güímar. Remunten els seus orígens a 1500, quan Alonso Fernández de Lugo assignà una data a Blasino Plombino o d'Inglesco i al seu germà Juan Felipe, mercaders romans. Instal·laren un ingeni sucrer, aprofitant les aigües del riu de Güímar, i es configuraren un petit nucli entre els barrancs de l'Aigua i barranc de Badajoz, integrat per treballadors de l'ingeni i els camps de canya i articulat al voltant de l'habitatge principal, possible germen de la Casa del Paseo.
La data és transferida a Francisco de Vargas el 1505, l'apoderat García de Cañamares va ser el veritable fundador del poble a partir de 1506, i va construir l'ermita de San Juan el 1534, al costat de l'ingeni sucrer. Després de successives herències, la titularitat de la hisenda passa el 1556 al capità Pedro de Alarcón, que s'instal·la amb la seva esposa Argenta de Franquis. Hi ha una referència de l'escrivà Sancho de Urtate (1573) sobre la Hisenda de San Juan de Güímar i una descripció de la casa principal com a casa terrera, al costat de dependències annexes.
A la fi del segle Segle XVI l'ingeni deixa de funcionar, i recau la immensa hisenda, que s'estenia des del Llom d'Agache fins a Arafo, en el llinatge de Luis Tomás Baulén d'Ocampo el 1672. El temple es va arruïnar al segle XVII, es va reedificar al segle xviii i va ser modificada radicalment en la seva façana durant el segle xx. Així mateix, la Casa del Paseo va sofrir transformacions successives.
No obstant això, a principis del segle xvii el nucli de població es desplaça a l'anomenat Güímar de Baix, al voltant d'un antic tanc d'aigua i on s'erigeix entre 1602 i 1608 la primitiva capella de Sant Pere de Baix de Güímar. L'enclavament de Sant Joan passaria a denominar-se Güímar de Dalt.

## Capella de Sant Joan
La capella de San Juan consta d'una nau, flanquejada per una torre de planta quadrada. A la capçalera del temple hi ha la capella major, el paviment de la qual està elevat pel que fa a la resta del temple. Aquesta capella, que alberga el presbiteri, està ocupada per un retaule de fusta policromada, datable al segle xviii, encara que presenta intervencions posteriors. El retaule de tres carrers té un altar del tipus pap de coloma. En la predel·la apareix una fornícula flanquejada en carrers laterals per dos gravats vuitcentistes emmarcats en uns interessants marcs rococós, daurats i policromats. En el segon cos del retaule apareix la fornícula principal ocupada per la imatge titular. En el passat aquest lloc era ocupat per un quadre flamenc que representa Sant Joan, origen de l'advocació, avui dia està en col·lecció particular. Encara es conserven les petites camines de base triangular que servien per dur en processió el quadre original, i serveix en l'actualitat com a peanya de l'escultura del precursor. A banda i banda de la fornícula i als carrers laterals hi ha diversos quadres pintats a l'oli sobre llenç que representen el Cristo de La Laguna i la Verge dels Remeis de la mateixa ciutat. El coronament del retaule està constituït per una rematada de fusta retallada.
La policromia original es conserva només en part. Destaca per la seva importància la policromia de les camines del quadre processional, representant flors. En moltes àrees del retaule va intervenir a principis de segle Manuel López Ruiz amb amarbrellats contemporanis i els seus característics angelots.
Les altres dues parets del presbiteri estan cobertes per pintures murals al tremp, obra així mateix de López Ruiz, que representen en tons daurats i ocres escenes de la vida del Baptista i al·legories de les virtuts. També en el presbiteri hi ha un retrat de Luis Tomás Baulén y Fonseca, reedificador del temple.
La capella major se separa de la nau per mitjà d'un important arc toral, fet de fusta policromada. Les agressives neteges a les quals s'ha vist sotmès han deteriorat sensiblement la policromia de les columnes i bases. Sobre l'arc destaquen tres medallons que representen Sant Pere, Sant Pau i Sant Lluís, rei de França i sant protector del restaurador.
En la nau cal assenyalar la imatge popular de Sant Sebastià, molt antiga però desgraciadament mal restaurada. També és interessant un Nen Jesús del tipus muntanyenc, revestit amb túnica i capa i sostenint ceptre. Aquesta imatge és de procedència peninsular i es tracta d'un buidatge en plom fos.
Un dels elements més característics de l'església és el púlpit de fusta policromada representant amarbrellats. En les taules que conformen la copa apareixen els evangelistes, relativament ben conservats.
La capella té una coberta de fusta amb la característica forma d'artesa invertida. L'artesonat de la capella major, de quatre aigües, ocupa un quadrat. En el centre existeix un almiçat pla decorat amb un angelot de López Ruiz que simula sostenir la cadena del llum central. La nau es cobreix amb un artesonat a tres aigües amb llarg almiçat.
A l'exterior i sobre la portada hi ha un escut de marbre amb les armes de Luis Tomás Baulén i Fonseca. La corona de la rematada apareix deteriorada per perdigonades rebudes durant la Guerra Civil Espanyola.

## Casa del Paseo

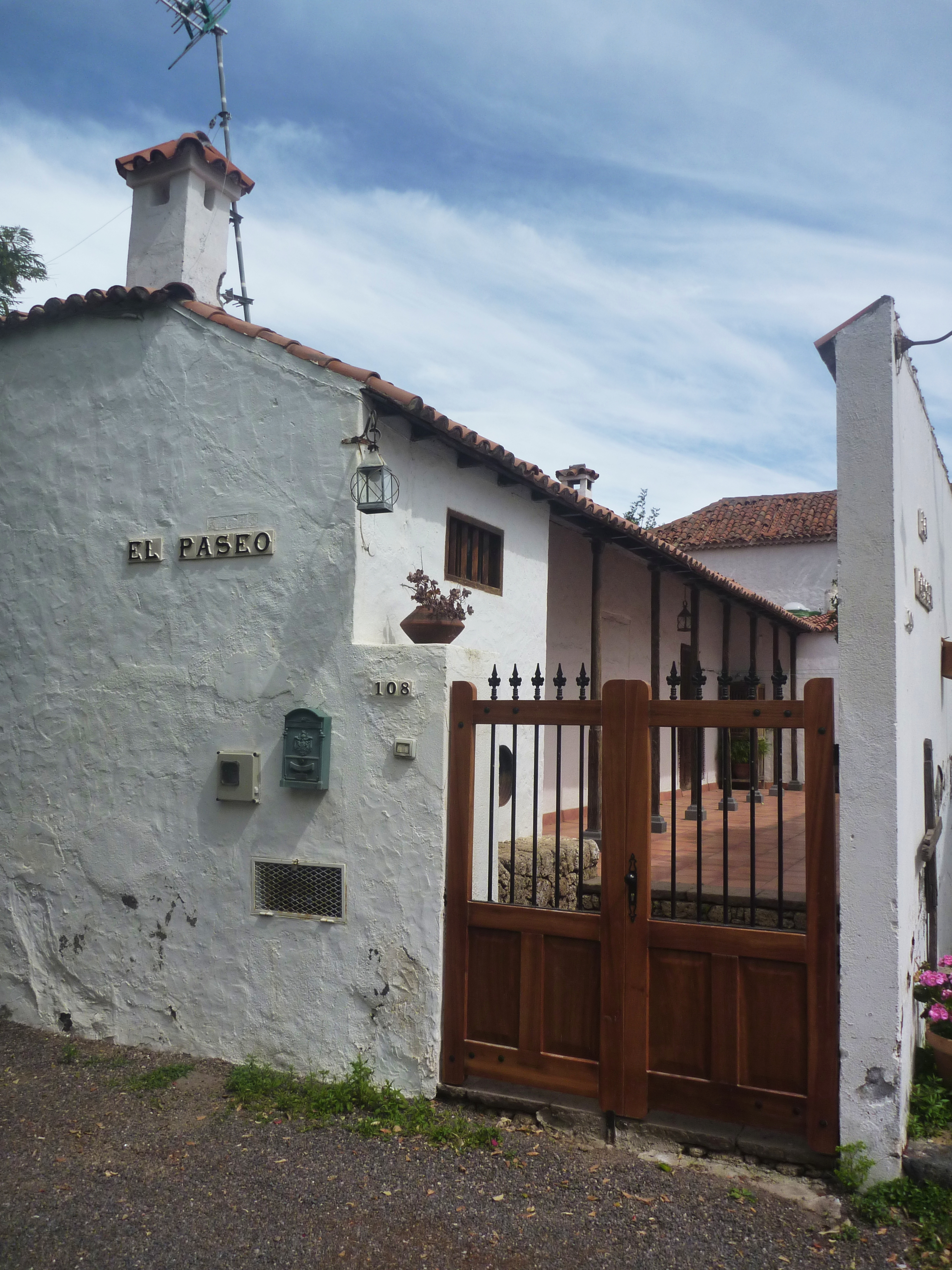
Casa del Paseo vista des del costat oest que dona a l'Ermita de San Juan.

En els Protocols de Sancho d'Urtarte hi ha una descripció de la Casa del Paseo en els moments en què era habitada per Argenta de Franquis:
Argenta de Franquis, vídua de Pedro de Alarcón, habitant a la vall i heretament de Güímar, diu que en la partició d'aquest heretament, ingeni, aigües, terres, canyars, molí i cases entre ella i els fills hereus de Pedro de Alarcón, així del primer matrimoni... i entre altres coses a l'atorgant, li van adjudicar la meitat d'una casa terrera, coberta de teula, amb el seu palau i una cova per cuina i un lloc de corral que està darrere i a un costat d'aquesta casa. La casa està en aquest heretament, fronter de l'església de San Juan. Llindant per davant amb el camí que va al Mocanal, i per les esquenes d'aquesta casa bufona amb un altre camí que va a parar a una cova i cases palleses.
La casa presentava una planta en "O". Entre les crugies es tancava un pati molt característic recorregut per un porxo, dels anomenats popularment alpende. Aquest pati va donar nom, a vegades, a la casa que es va arribar a anomenar la casa del Pati. En ell pernoctaven i ballaven la nit de la revetlla de Sant Joan molts romanís que venien a visitar la capella amb motiu de la festa del sant. Tot el perímetre exterior de la casa estava recorregut per un corredor cobert amb teula. El conjunt estava format per diverses construccions que corresponien bàsicament amb les tres crugies. En dos terços de la fàbrica s'aixecava, i encara s'aixeca una segona planta que funcionava com a graner.
Al segle xviii la casa va passar a ser propietat de la família Baulén Fonseca, aristòcrates que van entrar en la possessió de l'antic Heretament. A la fi del segle XX la família es va extingir, començant l'immoble a repartir-se entre diferents amos. Aquesta ha estat una de les causes de la seva deterioració. A la fi dels anys setanta es va demolir la cruixia frontera amb la plaça de San Juan. Al mateix temps es rehabilitava la crugia Nord, que dona al barranc del Riu.
En l'actualitat es conserva en bon estat un terç de l'alpende del pati, una de les parts més antigues de l'edifici.